# الفيزياء المفاهيمية
الفيزياء المفاهيمية هي طريقة لتدريس الفيزياء تركز على أفكار الفيزياء بدلاً من الرياضيات التي قد تكون مرهبة في كثير من الأحيان. من المعتقد أنه مع وجود أساس مفاهيمي قوي في الفيزياء، يكون الطلاب أقدر على فهم معادلات وصيغ الفيزياء وإقامة روابط بين مفاهيم الفيزياء وحياتهم اليومية. لم تستخدم الإصدارات القديمة أي معادلات أو مسائل حسابية.
قام بول ج. هيويت بتبسيط هذا النهج من خلال كتابه الدراسي «الفيزياء المفاهيمية: مقدمة جديدة لبيئتك» عام 1971. في تقريره في ذلك الوقت، لاحظ كينيث فورد التركيز على التفكير المنطقي وقال «يمكن تسمية كتاب هيويت الممتاز بالفيزياء بدون معادلات، أو الفيزياء بدون حساب، ولكن ليس الفيزياء بدون الرياضيات». لم يكن كتاب هيويت أول كتاب يتبنى هذا النهج. فقد تم نشر كتاب الفيزياء المفاهيمية: المادة في الحركة من تأليف جاي ر. باليف وويليام إي ديبل في عام 1969. حقق كتاب هيويت نجاحًا كبيرًا فهو في نسخته الثانية عشرة اعتبارًا من 2014. في عام 1987 كتب هيويت نسخة لطلاب المدارس الثانوية.
أدى انتشار النهج المفاهيمي لتدريس الفيزياء إلى توسيع نطاق الطلاب الذين يدرسون الفيزياء في المدرسة الثانوية. ارتفع معدل الالتحاق بمساقات الفيزياء المفاهيمية في المدرسة الثانوية من 25,000 طالب في عام 1987 إلى أكثر من 400,000 في عام 2009. في عام 2009، درس 37٪ من الطلاب مساقات الفيزياء في المدرسة الثانوية، وكان 31٪ منهم في مساق «الفيزياء أولاً»، أو مساق الفيزياء المفاهيمية، أو مساقات الفيزياء العادية باستخدام كتاب مفاهيمي.
هذا النهج لتدريس الفيزياء قد ألهم أيضًا كتبًا لدورات محو الأمية العلمية، مثل كتاب «من الذرات إلى المجرات: نهج فيزيائي مفاهيمي للوعي العلمي» بقلم صدري حساني.

## روابط خارجية
Hewitt, Paul G. (1 January 2011). "The Joy of Teaching and Writing Conceptual Physics". The Physics Teacher. 49 (7): 412–416.